# Boleslovas Baranauskas
Boleslovas Baranauskas (ur. 5 października 1902 w Vaivadiškiai w rejonie wiłkomierskim, zm. 2 grudnia 1975 w Wilnie) – litewski działacz partyjny i państwowy, funkcjonariusz radzieckich służb bezpieczeństwa, w latach 1940–1951 przewodniczący Rady Najwyższej Litewskiej SRR.
W 1921 wstąpił do nielegalnej Komunistycznej Partii Litwy. W latach 1923–1925, 1927–1935 i 1939–1940 więziony za działalność antypaństwową.
W lipcu 1940 wszedł w skład Sejmu Ludowego, który uchwalił przyłączenie Litwy do Związku Radzieckiego. W 1940 zasiadł po raz pierwszy w Radzie Najwyższej Litewskiej SRR – mandat sprawował do 1955. W okresie 1940–1951 pełnił obowiązki przewodniczącego Rady.
W okresie I okupacji radzieckiej (1940–1941) stał na czele organów bezpieczeństwa w okręgu Szawle, był zastępcą ludowego komisarza ds. bezpieczeństwa. Był odpowiedzialny za organizowanie wywózek w głąb ZSRR antyradziecko nastawionej ludności.
Po rozpoczęciu wojny niemiecko-sowieckiej w czerwcu 1941 ewakuował się w głąb ZSRR. Wykładał w moskiewskiej wyższej szkole NKWD. Współorganizował sowiecki ruch partyzancki na Litwie, stał na czele wydziału zwiadu i informacji.
Zaangażowany w działalność partyjną – w latach 1941–1949 pełnił obowiązki zastępcy członka (kandydata) KC KPL. Później do 1961 był członkiem KC KPL. W okresie 1952–1958 był zastępcą członka Biura Politycznego KC KPL (z przerwą na lata 1954–1956).
Od 1950 do 1958 reprezentował Litwę w Radzie Najwyższej ZSRR.
W 1945 objął funkcję przewodniczącego rady związków zawodowych Litewskiej SRR (do 1958). Po odejściu z urzędu pracował jako redaktor w archiwum Akademii Nauk Litewskiej SRR.